# Coll de les Ares
El Coll de les Ares (en francès, oficialment, Col des Hares), és una collada de 1.608 metres d'altitud a cavall dels termes comunals de Puigbalador, a la comarca del Capcir, pertanyent a la Catalunya del Nord i de Queragut, al Donasà, comarca occitana històricament lligada a Catalunya. És per tant, un dels límits septentrionals dels Països Catalans.
És al nord del poble de Puigbalador i del Serrat de la Dona Morta, al nord-oest de la Devesa i al nord-est del Roc Mercadal. Un vell camí de bast que unia els pobles de Puigbalador i Queragut passava per aquest coll, aprofitant el traçat del camí medieval de Carcassona a Llívia, la Via Redensis.